# Ватчиева, Анисья Васильевна
Анисья Васильевна Ватчиева (1886—1984) — русская советская сказительница и песенница. Член Союза писателей СССР (1939).

## Биография
Анисья Ватчиева родилась по разным данным 12 января 1886 года или в 1888 году в деревне Сопоха Петрозаводского уезда Олонецкой губернии (ныне Кондопожский район Карелии) в бедной крестьянской семье. Отец был рыбаком и охотником. В семье было 9 человек, включая 6 детей. Анисья была старшим ребёнком и с семи лет нянчила младших братьев и сестёр. Поскольку кроме неё смотреть за детьми было некому, в школу её не отдали, и она осталась неграмотной. С 13 лет Анисья уже работала наравне со взрослыми: ловила с отцом рыбу, косила, жала. Также работала по найму у богатых.
В 1910 году, в возрасте 22 лет, вышла замуж. Муж Анисьи Васильевы с 12 лет был отправлен родителями в Санкт-Петербург работать. По достижении совершеннолетия вернулся и женился на Анисье. Семья считалась середняцкой, в хозяйстве была одна корова и две лошади. Летом они с мужем занимались крестьянским трудом, а зимой работали на вывозках. В 1915 году муж Анисьи был призван на фронт Первой мировой войны, и она стала жить с тремя детьми вместе со свёкром и свекровью. По её словам, свёкор был «такой лиходей, так грубо держал, что есть не смела за столом». После возвращения с Первой мировой войны муж отправился на Гражданскую. По окончании войны вернулся домой, отслужив в общей сложности 6 лет. Жили крестьянским хозяйством, а зимой ездили на лесозаготовки.
В 1930 году семья вступила в колхоз. Дети к тому времени подросли: старший сын работал в Спасской Губе кассиром и счетоводом, младший — в Петрозаводске на электростанции, дочь — в Гомсельге заведующей амбулаторией. Ещё двое младших детей учились в школе. В колхозе Анисья Васильевна работала на полях, была заведующей фермой на скотном дворе, неоднократно получала премии за добросовестный труд. Избиралась членом правления колхоза.
В конце 1930-х годов Анисья Ватчиева получила известность как сказительница, после того как к ней в деревню приехали фольклористы и познакомились с её творчеством. Затем она была приглашена в Петрозаводск, где был записан ряд её произведений. В мае 1939 года она была принята в Союз советских писателей.
Во время Великой Отечественной войны Анисья Васильевна была эвакуирована в Пермскую область, после освобождения Карелии вернулась домой. На фронте погиб её младший сын — Василий Павлович Ватчиев (1924—1943).
Последние годы Анисья Васильевна жила в посёлке Гирвас Кондопожского района. Умерла в 1984 году. Похоронена в посёлке Гирвас.
В 1980 году художник Георгий Стронк выполнил портрет Анисьи Васильевны (бумага, сангина; Владимиро-Суздальский музей-заповедник).

## Творчество
Анисья Ватчиева научилась петь у матери. От неё, а также от других мастеров устного сказа она усвоила множество произведений. Эти песни она часто исполняла перед односельчанами. В них она вносила свои творческие элементы, а затем стала сочинять самостоятельно.
В 1930-х годах исследователи записали от Анисьи Васильевны множество песен, плачей, сказов и поговорок. Особую известность получили её плачи и песни на советские темы. Свои мысли и чувства, связанные со смертью В. И. Ленина, она выразила в плаче. В дальнейшем она неоднократно возвращалась к теме смерти Владимира Ильича. Не меньшую известность получил её плач-сказ, которым она отреагировала на убийство С. М. Кирова. Свои плачи Анисья Васильевна также посвящала гибели Валерия Чкалова и Юрия Гагарина. С особым вдохновением Анисья Васильевна исполняла плач, держа в руках портрет героя своего произведения (например, Ленина или Кирова).
Её «Плач по сыну», опубликованный в 1947 году, в отличие от плачей по Ленину и Кирову, не политизирован и почти не содержит официальных советских клише. В самом начале проводится параллель между надвигающейся тёмной тучей и войной. В традиционных фразах горечи разлуки описываются проводы сына в армию. Говорится о письмах с фронта. Далее матери снится сын, и она пробуждается от стука почтальона в окно. Но это письмо не от сына, а от командира его части. Во время чтения письма следует описание материнского горя и проклятие Гитлеру: «Прокляла я врага да неприятеля Немца-злодея людоедного». Во второй части плача мать провожает в армию второго сына. Он пишет ей письма с фронта, храбро сражается и получает награды. Таким образом этот плач имеет нетипичную оптимистическую концовку. В нём можно усмотреть пропаганду советского патриотизма — пример «образцового» юноши и «образцовой» матери.
Несмотря на то, что по национальности Анисья Васильевна была карелкой, свои произведения она создавала на основе традиционных русских причитаний. Как отмечалось в издании «Русские плачи Карелии» (1940), «её плачи стоят на высоком уровне мастерства, за исключением некоторых мест, объясняющихся известной недоработанностью, недостаточной выношенностью».
Опубликованные произведения
- «Проклинаю я врагов и неприятелей» (плач о Ленине)
- «Любимый вождь Ленин» (плач о Ленине)
- «Сердце женское без огня да разжигалося» (плач-сказ о С. М. Кирове)
- «Не боялся он ветров буйныих» (плач-сказ о В. П. Чкалове)
- «Продождила тученька горькими слезиночками» (плач по отцу)
- «Сирота, как от камешка отщёлкнуна» (плач дочери по матери)
- «Плач по сыну»

## Награды
- Три Почётных грамоты Президиума Верховного Совета Карельской АССР (1939, 1966, 1976)[2]

## Сочинения
- Плач о Ленине. — Лит. современник, 1938, № 1, с. 82—83.
- Плачи: Погиб за рабочих и колхозников; Плач матери при отправке сына в солдаты; Плач сироты по матери. — В кн.; Карелия. Альманах. Петрозаводск, 1938, кн. 4, с. 54—56, 58—59, 61.
- Плач о Чкалове. — В кн.: Карелия. Альманах. Петрозаводск, 1939, кн. 2, с. 21—22.
- Плачи А. В. Ватчиевой. — В кн.: Русские плачи Карелии. Петрозаводск, 1940, с. 184—189.